# 刘良湛
刘良湛（1911年—），男，江西泰和人，中国土木工程专家、教育家，曾任陕西省政协副主席，中国国民党革命委员会中央委员会委员。